# Dąbrowa Białostocka (stacja kolejowa)
Dąbrowa Białostocka – stacja kolejowa w Dąbrowie Białostockiej, w województwie podlaskim, w Polsce.
W budynku dworcowym znajduje się czynna poczekalnia.

## Ruch pasażerski
| Rok  | Wymiana pasażerska na dobę |
| ---- | -------------------------- |
| 2017 | 150-59                     |
| 2022 | 200-299                    |